# Nikołaj Koczetkow (chemik)
Nikołaj Konstantinowicz Koczetkow (ros. Николай Константинович Кочетков, ur. 5 maja?/18 maja 1915 w Moskwie, zm. 21 grudnia 2005 tamże) – radziecki i rosyjski chemik.

## Życiorys
W 1932 skończył moskiewskie technikum, 1932-1934 pracował jako starszy technik w centralnym laboratorium materiałów budowlanych moskiewskiego trustu budowlanego i starszy laborant centralnego laboratorium zakładów chemicznych im. Frunzego w Moskwie. W 1939 ukończył Moskiewski Instytut Precyzyjnej Technologii Chemicznej im. Łomonosowa, we wrześniu 1939 został powołany do Armii Czerwonej, służył w wojskach chemicznych. W czerwcu 1944 został skierowany na front wojny ZSRR z Niemcami, walczył w składzie 466 samodzielnej kompanii obrony chemicznej 391 Dywizji Piechoty na 2 Froncie Nadbałtyckim i od lutego 1945 1 Ukraińskim, brał udział w operacji rzeczycko-dźwińskiej, madońskiej, nadbałtyckiej, górnośląskiej i praskiej. W 1945 został zdemobilizowany, pracował jako wykładowca chemii organicznej w dziale chemii organicznej Wydziału Chemicznego Moskiewskiego Uniwersytetu Państwowego im. Łomonosowa, gdzie był asystentem, od 1951 adiunktem, a od 1955 profesorem (w 1953 otrzymał stopień doktora). Jednocześnie, od 1954 do 1960 kierował wydziałem syntezy organicznej Instytutu Farmakologii i Chemioterapii Akademii Nauk Medycznych ZSRR, w 1960 został kierownikiem laboratorium Instytutu Chemii Związków Naturalnych Akademii Nauk ZSRR, jednocześnie 1965-1969 był kierownikiem grupy Instytutu Hematologii i Transfuzji Krwi Ministerstwa Zdrowia ZSRR. W 1966 objął funkcję dyrektora i kierownika laboratorium Instytutu Chemii Organicznej Akademii Nauk ZSRR, gdzie prowadził badania w dziedzinie syntetycznej chemii organicznej, chemii węglowodanów i rozwoju chemicznej modyfikacji kwasów nukleinowych. W 1953 odkrył tautomerię enamino-iminową. Pracował nad rozwojem nowoczesnych metod analizy strukturalnej i syntezy chemicznej złożonych pochodnych węglowodanów, syntezując nowe rodzaje leków, zwłaszcza przeciwgruźliczych, przeciwdrgawkowych i przeciwalergicznych. Opracował nowe metody syntezy wiązań glikozydowych umożliwiających po raz pierwszy syntezę serologicznych aktywnych polisacharydów bakteryjnych o złożonej strukturze. W 1960 został członkiem korespondentem, a w 1979 akademikiem Akademii Nauk ZSRR, poza tym od 1957 był członkiem korespondentem Akademii Nauk Medycznych. Od 1988 do końca życia był dyrektorem honorowym i kierownikiem naukowym Instytutu Chemii Organicznej im. Zielinskiego. Napisał ponad 1050 prac naukowych, 6 monografii i dokonał 25 wynalazków. Był bezpartyjny. W 1986 został członkiem rzeczywistym PAN, od 1973 był też członkiem Francuskiego Towarzystwa Chemicznego.

## Odznaczenia i nagrody
- Medal Sierp i Młot Bohatera Pracy Socjalistycznej (17 maja 1985)
- Order Lenina (trzykrotnie, 20 lipca 1971, 16 maja 1975 i 17 maja 1985)
- Order „Znak Honoru” (27 kwietnia 1967)
- Order Wojny Ojczyźnianej II klasy (11 marca 1985)
- Nagroda Leninowska (1988)
- Medal „Za Odwagę” (12 listopada 1944)
- Medal „Za wyzwolenie Pragi”
- Złoty Medal im. Łomonosowa Rosyjskiej Akademii Nauk (1994)
- Złoty Medal Słowackiej Akademii Nauk (1986)

I inne.